# Landesbahn Gleisdorf–Weiz
| |                      |                                                       |                                                       |
| Kursbuchstrecke (ÖBB): | 531                  |                                                       |                                                       |
| Streckenlänge: | 15,2 km              |                                                       |                                                       |
| Spurweite: | 1435 mm (Normalspur) |                                                       |                                                       |
| Maximale Neigung: | 16 ‰                 |                                                       |                                                       |
| Minimaler Radius: | 175 m                |                                                       |                                                       |
| Streckengeschwindigkeit: | 90 km/h              |                                                       |                                                       |
| |                      |                                                       |                                                       |
| \| \| \| Steirische Ostbahn von Szentgotthárd \| \| \| \| 0,0 \| Gleisdorf \| 350 m ü. A. \| \| \| \| Steirische Ostbahn nach Graz \| \| \| \| \| Anschlussgleis 1 Lagerhaus \| \| \| \| \| Anschlussgleis Binder + Co \| \| \| \| \| Anschlussgleis 2 Lagerhaus \| \| \| \| 0,9 \| Gleisdorf West \| 351 m ü. A. \| \| \| \| Anschlussbahn Magna-Systemtechnik \| \| \| \| 2,9 \| Albersdorf \| 358 m ü. A. \| \| \| \| Anschlussgleis Frisch Saftig Steirisch \| \| \| \| 4,5 \| Wollsdorf \| 365 m ü. A. \| \| \| \| Wollsdorf Leder \| \| \| \| 6,8 \| Sankt Ruprecht an der Raab \| 381 m ü. A. \| \| \| 9,9 \| Unterfladnitz \| 407 m ü. A. \| \| \| 12,1 \| Weiz Preding ELIN Motoren \| 365 m ü. A. \| \| \| \| Anschlussgleis ELIN EBG Motoren \| \| \| \| 12,9 \| Weiz Preding \| 435 m ü. A. \| \| \| \| 2 Anschlussgleise Andritz Hydro \| \| \| \| \| 2 Anschlussgleise Siemens \| \| \| \| 13,7 \| Weiz Interspar \| Weiz Interspar \| \| \| \| Feistritztalbahn von Birkfeld (760 mm) \| \| \| \| 14,8 \| Weiz Bahnhof \| 462 m ü. A. \| \| \| \| \| \| \| \| 15,2 \| Weiz (bis 2010 Weiz Stadt, 4. Juni 2016 aufgelassen) \| Weiz (bis 2010 Weiz Stadt, 4. Juni 2016 aufgelassen) \| \| \| \| Weiz Zentrum \| \| \| \| \| Anschlussgleis Siemens und Andritz Hydro (ehem. ELIN) \| \| \| \| \| Weiz Nord \| \| |                      |                                                       |                                                       |
| Strecke |                      | Steirische Ostbahn von Szentgotthárd                  | Steirische Ostbahn von Szentgotthárd                  |
| Bahnhof | 0,0                  | Gleisdorf                                             | 350 m ü. A.                                           |
| Abzweig geradeaus und nach links |                      | Steirische Ostbahn nach Graz                          | Steirische Ostbahn nach Graz                          |
| Abzweig geradeaus und von rechts |                      | Anschlussgleis 1 Lagerhaus                            | Anschlussgleis 1 Lagerhaus                            |
| Abzweig geradeaus und nach links |                      | Anschlussgleis Binder + Co                            | Anschlussgleis Binder + Co                            |
| Abzweig geradeaus und von rechts |                      | Anschlussgleis 2 Lagerhaus                            | Anschlussgleis 2 Lagerhaus                            |
| Haltepunkt / Haltestelle | 0,9                  | Gleisdorf West                                        | 351 m ü. A.                                           |
| Abzweig geradeaus und nach links |                      | Anschlussbahn Magna-Systemtechnik                     | Anschlussbahn Magna-Systemtechnik                     |
| Haltepunkt / Haltestelle | 2,9                  | Albersdorf                                            | 358 m ü. A.                                           |
| Abzweig geradeaus und nach rechts |                      | Anschlussgleis Frisch Saftig Steirisch                | Anschlussgleis Frisch Saftig Steirisch                |
| Haltepunkt / Haltestelle | 4,5                  | Wollsdorf                                             | 365 m ü. A.                                           |
| Abzweig geradeaus und nach links |                      | Wollsdorf Leder                                       | Wollsdorf Leder                                       |
| Bahnhof | 6,8                  | Sankt Ruprecht an der Raab                            | 381 m ü. A.                                           |
| Bahnhof | 9,9                  | Unterfladnitz                                         | 407 m ü. A.                                           |
| ehemaliger Haltepunkt / Haltestelle | 12,1                 | Weiz Preding ELIN Motoren                             | 365 m ü. A.                                           |
| Abzweig geradeaus und nach links |                      | Anschlussgleis ELIN EBG Motoren                       | Anschlussgleis ELIN EBG Motoren                       |
| Haltepunkt / Haltestelle | 12,9                 | Weiz Preding                                          | 435 m ü. A.                                           |
| Abzweig geradeaus und nach rechts |                      | 2 Anschlussgleise Andritz Hydro                       | 2 Anschlussgleise Andritz Hydro                       |
| Abzweig geradeaus und nach rechts |                      | 2 Anschlussgleise Siemens                             | 2 Anschlussgleise Siemens                             |
| Haltepunkt / Haltestelle | 13,7                 | Weiz Interspar                                        | Weiz Interspar                                        |
| Abzweig von links (Strecke außer Betrieb) · Kreuzung (Querstrecke außer Betrieb) · Strecke von rechts (außer Betrieb) |                      | Feistritztalbahn von Birkfeld (760 mm)                | Feistritztalbahn von Birkfeld (760 mm)                |
| Betriebs-/Güterbahnhof Streckenende (Strecke außer Betrieb) · Bahnhof · Kopfbahnhof Streckenende (Strecke außer Betrieb) | 14,8                 | Weiz Bahnhof                                          | 462 m ü. A.                                           |
| Abzweig geradeaus und ehemals nach links · Strecke von rechts (außer Betrieb) |                      |                                                       |                                                       |
| Strecke · Haltepunkt / Haltestelle Streckenende (Strecke außer Betrieb) | 15,2                 | Weiz (bis 2010 Weiz Stadt, 4. Juni 2016 aufgelassen)  | Weiz (bis 2010 Weiz Stadt, 4. Juni 2016 aufgelassen)  |
| Haltepunkt / Haltestelle |                      | Weiz Zentrum                                          | Weiz Zentrum                                          |
| Abzweig geradeaus und nach links |                      | Anschlussgleis Siemens und Andritz Hydro (ehem. ELIN) | Anschlussgleis Siemens und Andritz Hydro (ehem. ELIN) |
| Haltepunkt / Haltestelle Streckenende |                      | Weiz Nord                                             | Weiz Nord                                             |

Die Bahnstrecke Gleisdorf–Weiz, auch Weizer Bahn oder Weizerbahn genannt, ist eine normalspurige Eisenbahnstrecke zwischen Gleisdorf und Weiz.

## Geschichte

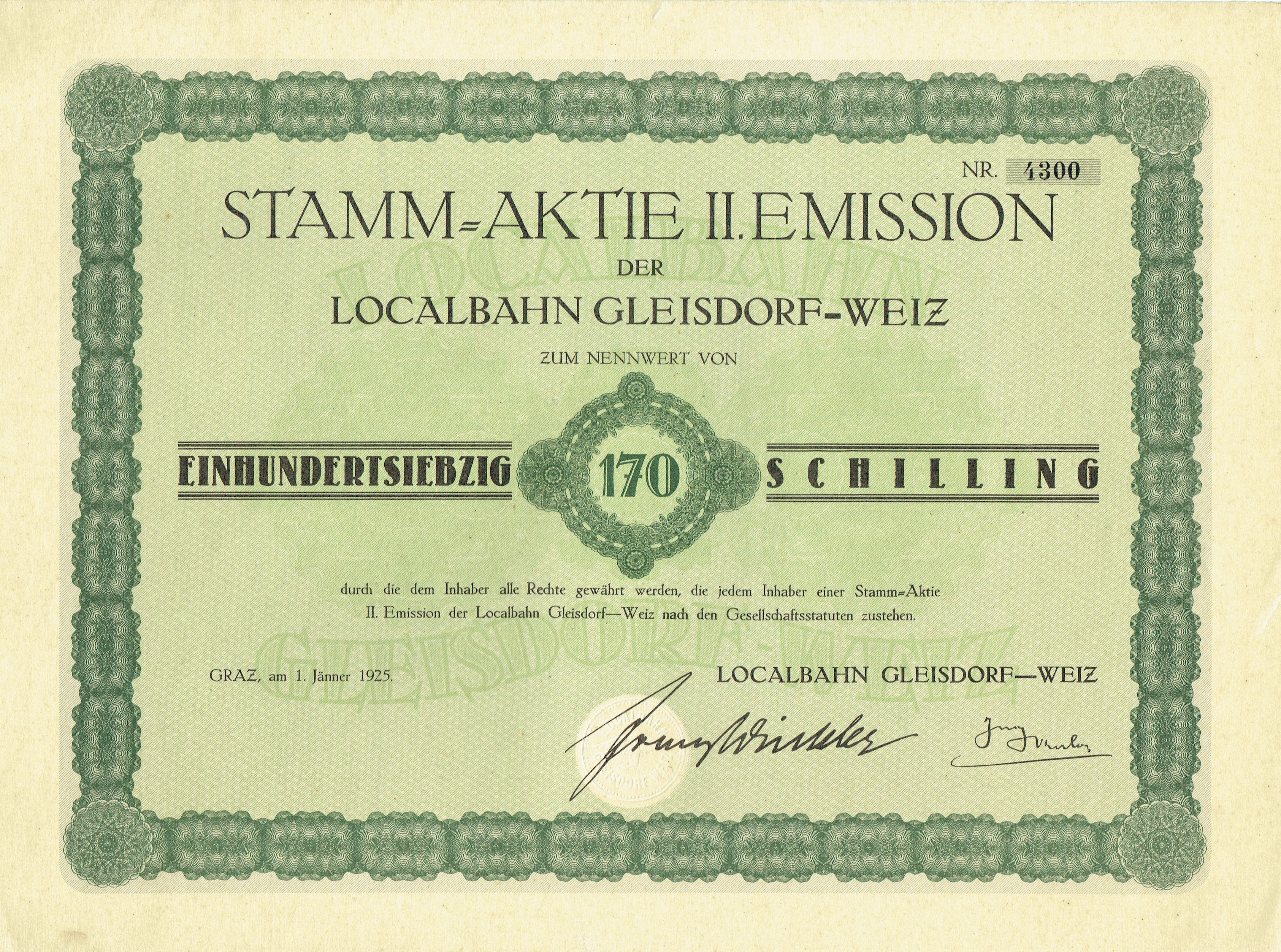
Aktie über 170 Schilling der Localbahn Gleisdorf-Weiz vom 1. Januar 1925

Am 17. April 1888 erhielten Anton Rintelen d. Ä. (1842–1905), Josef Mosdorfer und Johann Pichler die Bau- und Betriebsgenehmigung (Konzessionserteilung für 90 Jahre) einer normalspurigen eingleisigen Locomotiv-Eisenbahn zwischen Gleisdorf und Weiz. Mit dem Bau der 15 km langen Strecke wurde im gleichen Jahr durch das Bauunternehmen von Franz Glanz und Hugo Skala begonnen. Am 9. Mai 1889 wurde die im Jänner zuvor zugunsten von Dr. Anton Rintelen und Genossen mit Sitz in Graz bewilligte Aktiengesellschaft Localbahn Gleisdorf-Weiz gegründet.
Feierlich eröffnet wurde die Strecke nach einjähriger Bauzeit am 28. Juli 1889 (Betriebsführung: k.k. österreichische Staatsbahnen, Direktion Villach). Der Eröffnungszug fuhr um 9:30 Uhr im Beisein des steiermärkischen Statthalters Guido Kübeck von Kübau (1829–1907) von Gleisdorf ab und war mit dem Weizer Marktwappen, Kränzen und Blumen festlich geschmückt. Auf der Fahrt nach Weiz wurde er von der Bevölkerung freudig begrüßt und in Weiz selbst von Bürgermeister Franz Mosdorfer (1840–1905) willkommen geheißen. Mit Beginn des planmäßigen Zugverkehrs (zwei Zugpaare täglich) wurde der Postkutschenverkehr nach Gleisdorf eingestellt und die Postbeförderung von der Bahn übernommen.
Am 14. Dezember 1911 wurde die Eröffnung der Schmalspurstrecke Weiz – Birkfeld (Feistritztalbahn) gefeiert. Damit erhöhte sich die Bedeutung des Bahnhofes Weiz, der somit zu einem Umsteige- und Umladebahnhof für den Güterverkehr (Talkum) wurde.
1922 übernahm die heutige Steiermarkbahn (StB) die Betriebsführung der Strecke Gleisdorf – Weiz. 1933 fuhren die ersten Austro-Daimler-Triebwagen direkt von Weiz nach Graz und die Haltestelle „Weiz Stadt“ wurde errichtet. Am 30. Juni 1942 wurde die „Aktiengesellschaft der Lokalbahn Gleisdorf – Weiz“ aufgelöst und die Konzession sowie das gesamte Vermögen auf das Land Steiermark übertragen.
1964/65 wurde durch die Inbetriebnahme der Diesellokomotiven DE1 und DE2 die Umstellung vom Dampfbetrieb auf Dieselbetrieb vollzogen. 1972 wurde die Haltestelle Albersdorf errichtet. In den Jahren 1991 bis 1995 wurde die Strecke und saniert und neue Sicherungseinrichtungen (Lichtzeichenanlagen bei Eisenbahnkreuzungen, Unterführungen usw.) errichtet, wodurch sich die Streckenhöchstgeschwindigkeit auf 90 km/h erhöhte. 1994 wurde die Strecke Gleisdorf – Weiz in den neuen Verkehrsverbund Steiermark eingebunden.
Auf der Strecke wird sowohl Personen- als auch Güterverkehr abgewickelt. Die Strecke wird mit Dieseltriebfahrzeugen betrieben, die zusätzlich mit einem Funkfernsteuerungsmodul ausgerüstet sind. Dadurch ist es möglich, den Verschub nur mit dem Triebfahrzeugführer und dem Triebfahrzeug abzuwickeln. Der Einsatz eines Verschiebers ist nicht mehr zwingend notwendig.

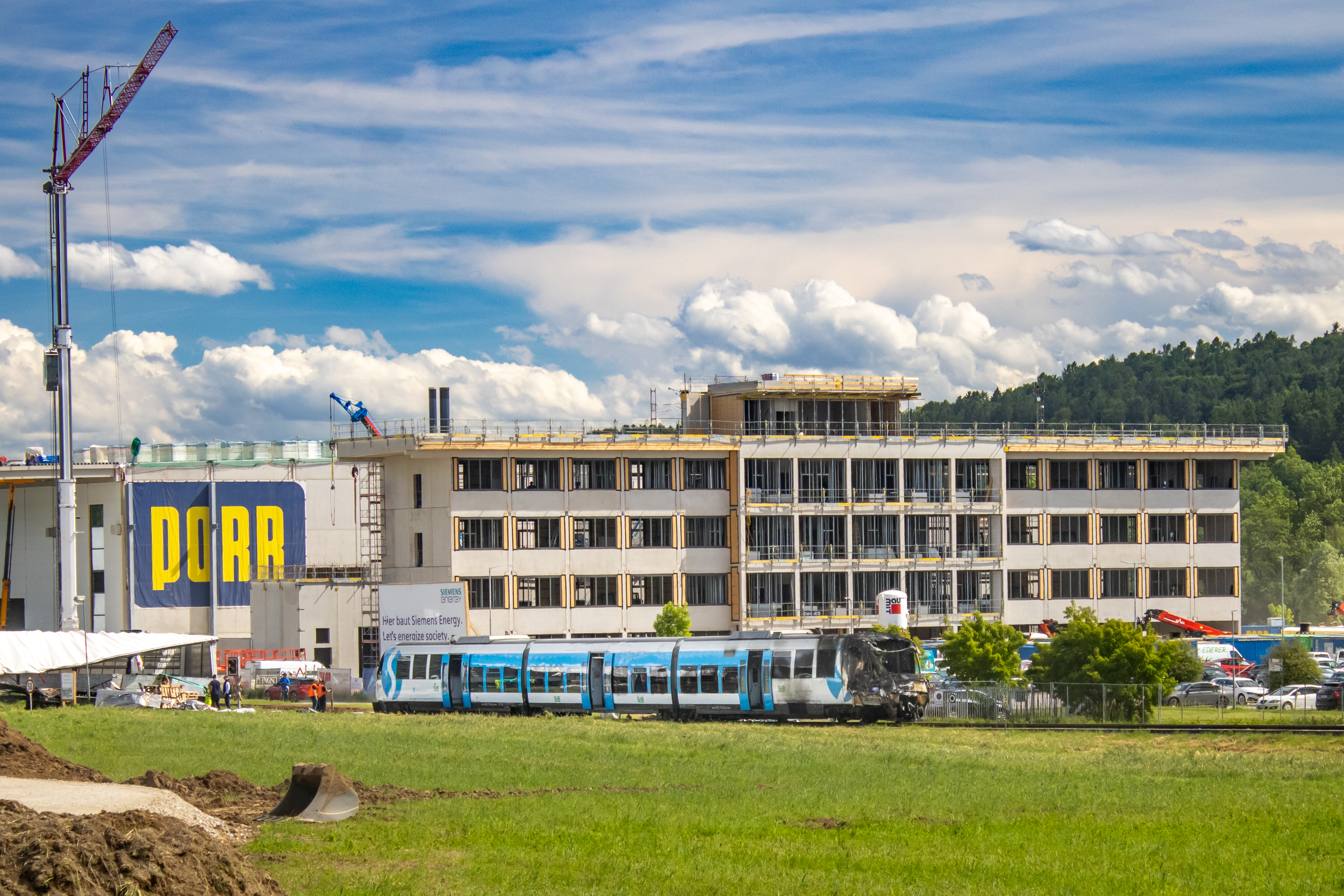
Ausgebrannter Triebwagen am Unfallort nach dem Zugunglück am 26. Mai 2025

## Personenverkehr

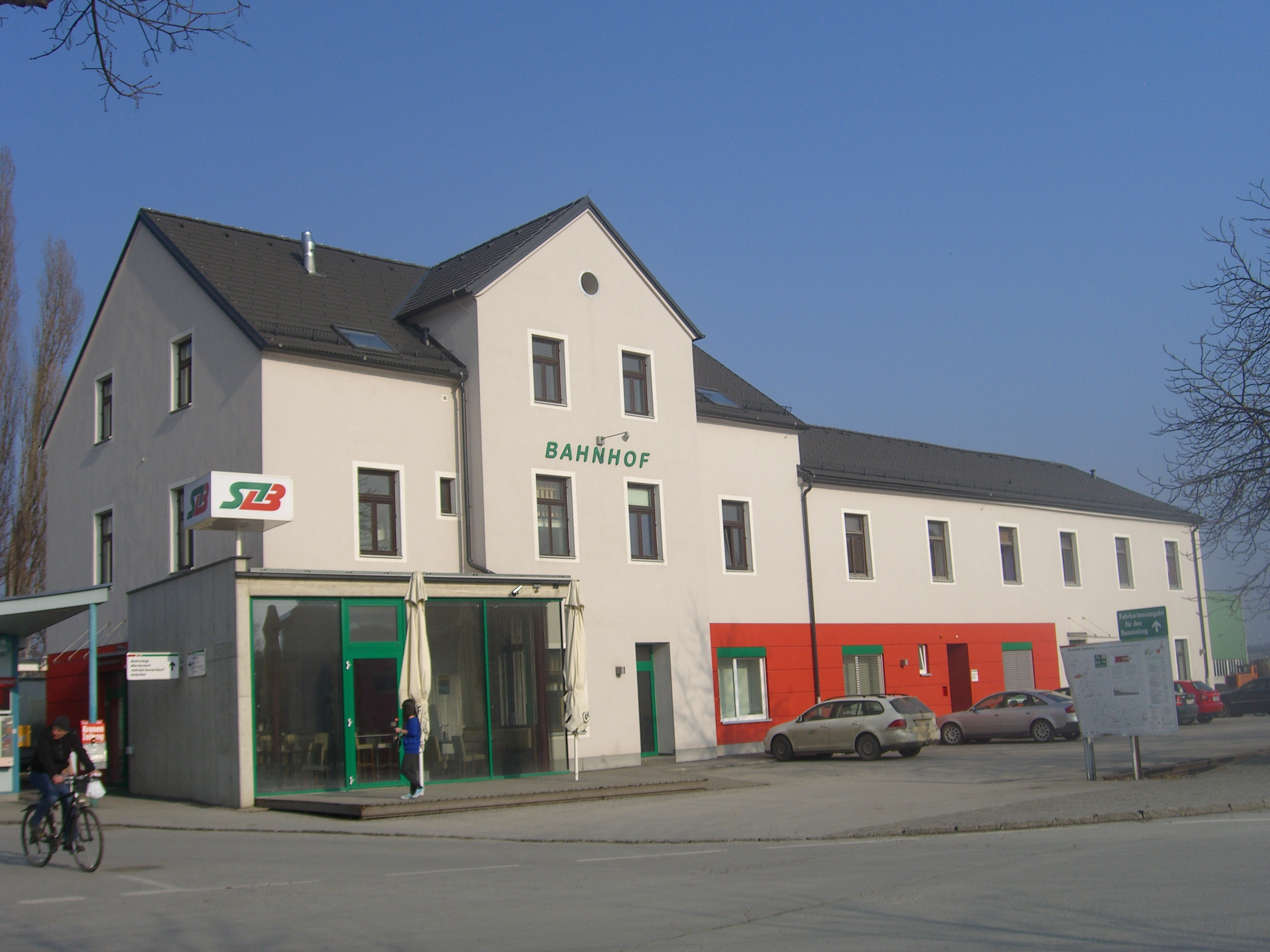
Das Aufnahmsgebäude des Bahnhofs Weiz

Weiz Stadt mit VT 24 im Jahr 1989

Im Dezember 2007 wurde in der Steiermark, vor allem im Großraum Graz, mit der S-Bahn Steiermark ein Schnellbahnsystem in Betrieb genommen. Dies führte zu einer umfangreichen Ausweitung der Zugverbindungen von Graz aus in alle Richtungen. In dieses S-Bahnsystem, das von der Verkehrsabteilung des Landes Steiermark unter Landesrätin Edlinger-Ploder entwickelt worden ist, ist die Strecke Gleisdorf – Weiz (R 531) eingebunden.
Am 12. Dezember 2010 wurde die S-Bahn Steiermark auf die Steirische Ostbahn (Graz – Gleisdorf – Fehring) ausgedehnt (S 3), und auch die „Weizer Bahn“ wurde zur S 31. Das bedeutet mehr Verbindungen, Taktverkehr und bessere Anschlussmöglichkeiten.
Zur Verbesserung der Zugzielbezeichnung für die S-Bahn im Großraum Graz wurden die Namen für die Bahnhöfe in Weiz geändert. Der Halt am Bahnhof Weiz wird nicht mehr als „Weiz“, sondern „Weiz Bahnhof“ bezeichnet. Die Endstation „Weiz Stadt“ trug bis 2016 die Bezeichnung „Weiz“ und wurde durch „Weiz Zentrum“ bzw. „Weiz Nord“ ersetzt. Die Haltestelle „Fladnitz/Neudorf“ wurde auf „Unterfladnitz“ geändert.

## Schienenfahrzeuge
Übersicht der Dampflokomotiven
| Lok. Nr. | Bauart  | Hersteller                | Herkunft             | von  | bis  | Verbleib     |
| -------- | ------- | ------------------------- | -------------------- | ---- | ---- | ------------ |
| 96 03    | C-n2t   | Krauss Linz 2162/1889     |                      | 1889 | 1924 |              |
| 96 04    | C-n2t   | Krauss Linz 2163/1889     |                      | 1889 | 1926 | an Leykam    |
| 97.10    | C-n2t   | Wiener Neustadt 3102/1889 | BBÖ 97.10            | 1922 | 1923 | an CFR       |
| 6416     | 1B-n2t  | Henschel 3178/1890        | FVE 6416 ex PrStB    | 1923 | 1924 |              |
| 1        | C-n2t   | Henschel 2713/1888        | FVE 1 „Farge“        | 1924 | 1929 |              |
| 178.02   | D-n2vt  | Krauss Linz 1260/1923     |                      | 1923 | 1965 | Schrott 1966 |
| 130,04   | 1C1-n2t | Winterthur 1669/1905      | BBÖ 130.04 ex GTB 44 | 1828 | 1957 | Schrott 1966 |
| 130.03   | 1C1-n2t | Winterthur 1828/1901      | BBÖ 130.03 ex GTB 43 | 1929 | 1965 | Schrott      |
| 53.7152  | C-n2    | StEG 567/1861             | JDZ 124.004          | 1944 | 1945 | an DRB       |
| 98.7046  | C-n2t   | Wiener Neustadt 4020/1897 | JDZ 151.018          | 1946 | 1948 | an JŽ        |
| 93       | 1D1h2t  | Floridsdorf 2980/1928     | ÖBB 93.1420          | 1966 | 1985 | an B&B       |

Seit 2011 werden für den Personenverkehr Weiz – Gleisdorf – Graz drei dieselelektrische zweiteilige GTW-Triebwagen von Stadler Rail eingesetzt. Diese sind mit den GTW der GKB kompatibel. Die Garnituren haben niederflurige Einstiege und eine behindertengerechte Ausstattung, sind jedoch nicht durchgehend barrierefrei. Die klimatisierten Fahrgasträume weisen 97 Sitzplätze auf. Je Zweier- oder Vierersitzgruppe ist eine Steckdose zur Stromversorgung für mobile Kommunikationsgeräte vorhanden. Oberhalb der Sitzplätze und bei den Ausstiegen sind Haltewunschtaster angeordnet.
2023 beschaffte die StB drei gebrauchte, dieselmechanische Dieseltriebwagen (Bombardier Talent) der deutschen Reihe 643 (Baujahr 1998) und stellte sie im Dezember 2023 in Dienst. Die bei ihrer Inbetriebsetzung 25 Jahre alten Talent Triebwagengarnituren mit dieselmechanischem Antrieb sind drei-teilig und weisen jeweils 135 Sitzplätze sowie 150 Stehplätze auf. Durch ein Zugunglück sind heute nur zwei der drei Garnituren im Einsatz. Sie lösten die zwei Triebwagen der Baureihe 5047 (Baujahr 1992) sowie die 2014 als Ersatz für gebrauchte schweizerische Leichtstahlwagen beschafften CityShuttle-Wagen der ÖBB ab. 
Bis zu ihrem geplanten Ausscheiden (Verkauf) werden die zwei Triebwagen der Baureihe 5047 (Baujahr 1992) von der StB als Betriebsreserve vorgehalten. Zuvor wurde die Strecke teilweise auch mit ÖBB 5022 bedient. Die beiden Triebwagen der Reihe 5047 wurden letztendlich im Jänner 2025 an den Verein Neue Landesbahn verkauft.
Für Spitzenverkehre wurde ein Wendezug aus drei Leichtstahlwagen Schweizer Bauart gebraucht erworben und 2014 durch gebrauchte CS-Wendezugwagen der ÖBB ersetzt. Der Steuerwagen des alten Zuges wurde 2017 im Bahnhof Stainz aufgestellt und wird dort als Gastraum der Bahnhofsgastwirtschaft verwendet.
Für den überregionalen Gütertransport werden Lokomotiven des Typs Siemens ER 20 und Gmeinder D 110 BB eingesetzt. Weitere Lokomotiven stehen für Rangierdienste und den lokalen Güterverkehr bereit (Gmeinder-Reihe).
Aktueller Fuhrpark
| Tfz           | Art                              | Hersteller          | Baujahr |
| ------------- | -------------------------------- | ------------------- | ------- |
| 643 113       | Diesel-Gelenktriebwagen          | Bombardier          | 1998    |
| 643 115       | Diesel-Gelenktriebwagen          | Bombardier          | 1998    |
| 5062.001      | Diesel-Gelenktriebwagen          | Stadler             | 2010    |
| 5062.002      | Diesel-Gelenktriebwagen          | Stadler             | 2010    |
| 5062.003      | Diesel-Gelenktriebwagen          | Stadler             | 2010    |
| 2016.901      | Dieselelektrische Normalspurlok  | Siemens             | 2004    |
| 1223.004      | Dieselelektrische Normalspurlok  | Siemens             | 2003    |
| D3            | Dieselhydraulische Normalspurlok | Gmeinder            | 1993    |
| D4            | Dieselhydraulische Normalspurlok | Gmeinder, Mosbacher | 1999    |
| D5            | Dieselhydraulische Normalspurlok | Gmeinder, Mosbacher | 2002    |
| D6            | Dieselhydraulische Normalspurlok | Gmeinder, Mosbacher | 2002    |
| V61           | Dieselhydraulische Normalspurlok | VEB „Hans Beimler“  | 1975    |
| RE 01 – RE 04 | Akkubetriebene Verschubroboter   | STLB                | 1998    |

## Ausbau

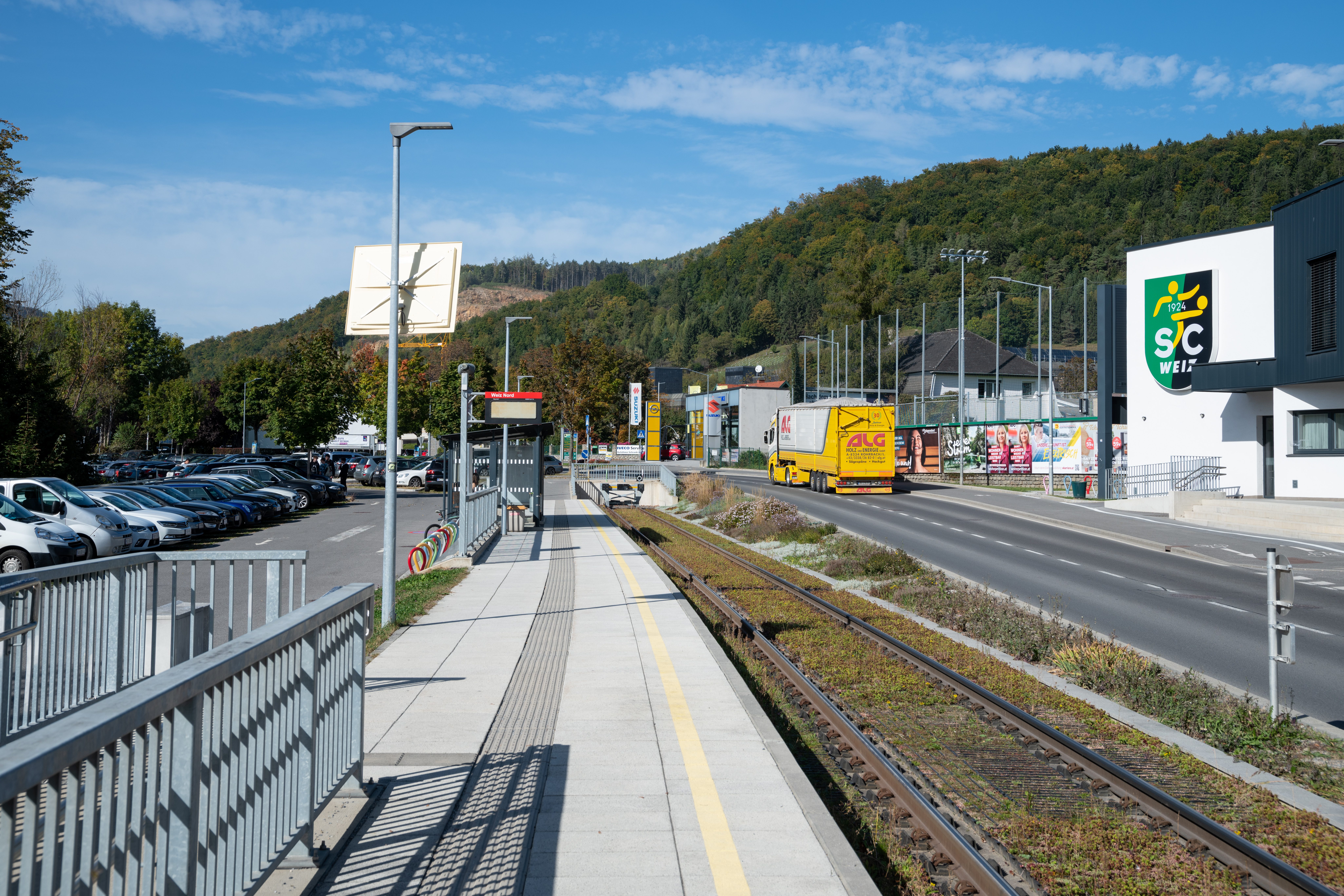
Endstation Weiz Nord (2023)

Am 23. Mai 1998 wurde der Bahnhof Weiz neu gestaltet. Dabei wurden ein Park&Ride-Platz und Fußgängerüberführung errichtet. 2008 bis 2009 wurde das Bahnhofsgebäude modernisiert. Dabei wurden ein moderner Warteraum mit einem Informations- und Fahrkartenschalter sowie eine neue WC-Anlage errichtet und der Kundenbereich barrierefrei gestaltet.
Im August 2009 wurde die neue Haltestelle „Weiz Interspar“ eröffnet.
Im November 2009 wurde bei den Haltestellen ein dynamisches Fahrgastinformationssystem in Betrieb genommen. Der Fahrgast hat somit minutengenau die Möglichkeit, sich über die Abfahrtszeit der nächsten Züge zu informieren. Darüber hinaus werden Datum, Uhrzeit und die Außentemperatur angezeigt. Bei Ausfällen oder Störungen im Zugverkehr werden die Fahrgäste darüber informiert und Ersatzmaßnahmen sind sofort ersichtlich. Zudem kann der Fahrdienstleiter in Weiz über Lautsprecher die Fahrgäste an den Haltestellen mittels Durchsagen informieren.
Am 28. Mai 2009 wurde der erste Abschnitt der neu errichteten elektronischen Sicherungsanlage in Betrieb genommen. Sie wurde im Jänner 2010 fertiggestellt.
Im Herbst 2011 wurde die Haltestelle Unterfladnitz mit einem Haltewunschanzeiger ausgestattet. Somit sind ab diesem Zeitpunkt alle Haltepunkte auf der Strecke Gleisdorf – Weiz mit dieser Einrichtung ausgerüstet.
Am 27. Februar 2015 erfolgte der symbolische Spatenstich für den Umbau der bestehenden Anschlussbahn vom Bahnhof Weiz zum Werk der Firma Andritz Hydro. Von April bis November 2016 wurde die Eisenbahntrasse um circa 900 Meter durch das Stadtzentrum von Weiz verlängert. Die Bahn wird auf dieser Strecke auf einem eigenen Gleiskörper betrieben, sie wurde dazu von einer Anschlussbahn zu einer öffentlichen Eisenbahn umgewidmet. Im Zuge des Neubaus der Ortsdurchfahrt Weiz wurden zwei neue Haltestellen für Bahn und Bus errichtet. Im Bereich der neuen Bahnhaltestelle „Weiz Zentrum“ entsteht mit dem Busbahnhof Siegfried-Esterl-Gasse ein Umsteigeknoten zu den Regionalbuslinien. Der neue S-Bahn-Endhaltepunkt „Weiz Nord“ befindet sich auf Höhe des Fußballstadions und ist etwa 200 Meter vom Bundesschulzentrum Weiz entfernt. Die Fertigstellung und Inbetriebnahme dieser neuen Haltestellen war für Mai/Juni 2017 vorgesehen, verzögerte sich aber bis zum 10. September 2018.